# Yarlen
Yarlen Faustino Augusto (Rio de Janeiro, 20 de fevereiro de 2006) é um futebolista brasileiro que atua como ponta-esquerda. Atualmente, joga no Tondela, emprestado pelo Botafogo.

## Carreira

### Botafogo
Yarlen chegou às categorias de base do Botafogo no final 2021 vindo do Sub-15 do Olaria após destacar-se na Copa União de Futebol de Base, onde marcou três gols em nove partidas da competição, inclusive um na final contra o Bonsucesso no empate em 3–3 no tempo normal. Nas penalidades, converteu sua penalidade e o Olaria foi campeão da Série Prata. Com isso, foi observado por André Silva, ex-jogador do clube, e Humberto Moreira, ambos captadores do clube.
Em 2022, assinou um contrato de formação e foi integrado ao Sub-17 no ano seguinte. Começando como reserva na base, Yarlen começou a destacar-se e a fazer fazer bons jogos, tornando-se titular ao longo da temporada. Nessa temporada, assinou seu primeiro contrato profissional aos 16 anos até dezembro de 2025 com multa rescisória de 12 milhões de euros (64,4 milhões de reais) para clubes do Brasil e 30 milhões de euros (161 milhões de reais) para equipes do exterior.
Com o então auxiliar Fábio Matias assumindo a função de treinador do Botafogo após a demissão de Tiago Nunes, Yarlen foi chamado para treinar com o time profissional em fevereiro.
Então em 3 de março de 2024, entrando aos 43 minutos do segundo, fez sua estreia oficial pelo clube em partida válida pelo Campeonato Carioca contra o Fluminense entrando no lugar de Kauê. Ao estrear, foi o primeiro atleta nascido em 2006 a fazer uma partida oficial pelo Alvinegro. Apesar do pouco tempo na partida, Yarlen protagonizou um lance emblemático: após disputar com John Kennedy uma bola dentro da área, acabou caindo fora do campo com a mão no rosto reclamando ter sofrido falta, tendo seu companheiro de time, o lateral Hugo, colocado-o dentro do campo a fim de que a partida fosse paralisada. Então, Felipe Alves, goleiro do Tricolor, foi até a lateral do campo para colocá-lo para fora; entretanto outro jogador do Botafogo, Lucas Halter, empurrou Yarlen para dentro do campo novamente.
Logo em sua segunda como profissional marcou seu primeiro gol na carreira, na vitória por 2–1 sobre o Boavista no jogo de ida da semifinal da Taça Rio.
Integrando o Sub-20, sagrou-se campeão do Copa Rio Sub-20 de 2024 ao bater por 3–0 o Nova Iguaçu em 7 de novembro no jogo de volta, tendo feito um dos gols da partida. O Alvinegro já havia vencido na ida por 2–0.

#### Tondela (empréstimo)
No dia 28 de julho de 2025, o Tondela anunciou a contratação do atacante Yarlen. O atacante chega ao clube português por empréstimo, com opção de compra fixada.

## Seleção Brasileira
Em janeiro de 2024, Yarlen foi chamado para integrar os treinos da Seleção Olímpica após não ser utilizado no time principal do Botafogo. Em outubro do mesmo ano, obteve sua sua primeira convocação para categoria de base da Seleção Brasileira. Foi convocado para um período de treinamentos com o Sub-20, visando o Sul-Americano da categoria em 2025.

## Títulos

### Botafogo

#### Base
- Copa Rio Sub-20: 2024 e 2025
- Dallas Cup: 2025

#### Profissional
- Copa Libertadores: 2024
- Campeonato Brasileiro: 2024